# Nolinsk
Nolinsk è una cittadina della Russia europea nordorientale (Oblast' di Kirov), situata sul versante orientale degli Uvali della Vjatka, sul fiume Voja, 143 km a sud del capoluogo Kirov; è il capoluogo amministrativo del distretto omonimo.
Fondata nel 1668 con il nome di Nikol'skij Pogost (Никольский погост), fu poi conosciuto come villaggio (selo) di Noli (dal nome del piccolo fiume Nolja); ottenne lo status di città nel 1780. Negli anni dal 1940 al 1957 si chiamò Molotovsk in onore del rivoluzionario e statista Vjačeslav Molotov.
Nolinsk è un piccolo centro industriale, con stabilimenti meccanici e alimentari.

## Società

### Evoluzione demografica
Fonte: mojgorod.ru
- 1897: 4.800
- 1926: 5.600
- 1939: 8.500
- 1959: 10.300
- 1970: 11.400
- 1989: 10.900
- 2007: 10.500